# Sapayoa aenigma
El sapayoa (Sapayoa aenigma), también denominado saltarín piquigrueso (en Colombia) o saltarín de pico grueso, es una especie de ave paseriforme del suborden Tyranni, la única del género monotípico Sapayoa. Por mucho tiempo fue considerado un miembro aberrante de la familia Pipridae, pero con base en diversos caracteres propios se lo coloca en una familia propia Sapayoidae, tal vez más afín con la familia Eurylaimidae del Viejo mundo. Es nativo del sureste de América Central y noroeste de América del Sur. Como el epíteto aenigma implica, sus relaciones de parentesco no han sido conclusivas por mucho tiempo.

## Distribución y hábitat
Se distribuye en Panamá (hacia el este desde la Zona del Canal) y oeste de Colombia (costa del Pacífico al este hasta el medio valle del Magdalena) hacia el sur hasta el extremo noroeste de Ecuador (Esmeraldas, noroeste de Pichincha).
Es poco común e inconspicua en el sotobosque, prefiriendo cañadas y riachuelos, de selvas húmedas hasta los 1100 m s. n. m. de altitud.

## Descripción
El sapayoa es una pequeña ave, mide 15 cm de longitud. El pico es bastante ancho y chato. Es de color oliva uniforme, más moreno en las alas y cola, algo más pálida abajo y con garganta amarillenta. El macho tiene una mancha en la corona semi-oculta. Se parece a varias hembras de Pipridae, pero mayor y con cola más larga y pico más ancho, y de comportamiento diferente.

## Comportamiento
Se suelen ver en parejas o en bandadas de especies mixtas del sotobosque, especialmente hormigueros Myrmotherula. Pasan largos periodos posadas erectas, para de repente abalanzarse para tomar un fruto o capturar un insecto, sobre el follaje o en el aire, con sus picos chatos y anchos, comportamiento semejante al de los Eurylaimidae). Otros aspectos de su biología son desconocidos (Kemp & Sherley 2003).

### Vocalización
Es bastante callado, pero da un trinado suave y también un sonoro “chipp, ch-ch-ch”.

## Sistemática

### Descripción original
La especie S. aenigma fue descrita por primera vez por el ornitólogo alemán Ernst Hartert en 1903 bajo el mismo nombre científico; localidad tipo «Río Sapayo (= Zapallo Grande), Esmeraldas, Ecuador».

### Taxonomía
Siempre se ha considerado a Sapayoa un género monotípico e históricamente es tenido por un Tyranni del Nuevo Mundo ( es decir un Tyrannides); en particular se la había asignado a la familia Pipridae. Sin embargo, la especie fue listada como incertae sedis (ubicación incierta) por Sibley y Ahlquist (1990), porque la comparación preliminar de la hibridación de ADN-ADN les indicó que esta especie era relacionada con los Eurylaimidae,  Tyranni del Viejo Mundo, o un grupo hermano de todos los Tyrannides, como se había sugerido en estudios bioquímicos anteriores. En cualquier caso, no encontraron que fuera de parentesco cercano con los Pipridae o cualquier otro Tyrannides.
Investigación más reciente sugiere que no es de ningún modo un Tyrannides sino un Eurylaimides. Chesser (2004) muestra que Sapoyoa es exterior al linaje de los Tyrannides. Fjeldså et al. (2003) van más allá, analizando datos de secuencias nucleotídicas del intrón 2 de mioglobina y del intrón 11 de GAPDH en el ADN nuclear, encuentran que Sapayoa sería la última especie sobreviviente en América de un linaje que evolucionó en Australia - Nueva Guinea cuando Gondwana estaba en proceso de fragmentarse. Se plantea la hipótesis de que el ancestro de Sapayoa alcanzó América del Sur por vía de la Península Antártica Occidental desde Australia.
Actualmente Sapayoa es ubicado a veces en la familia Eurylaimidae. Otros lo ponen tentativamente en la familia Philepittidae (Kemp & Sherley 2003), que se encuentra por otra parte sólo en Madagascar y a su vez también en ocasiones es incluida en Eurylaimidae.
Corroborando estas hipótesis, Moyle et al. (2006) e Irestedt et al. (2006) propusieron formalmente incluir Sapayoa en Eurylaimidae, lo que fue aprobado por la Propuesta N° 336 al South American Classification Committee (SACC).
Sin embargo, la divergencia entre Eurylaimidae y Sapayoa que es encontrada por Fjeldså et al. (2003) es sólo ligeramente menos profunda que la que existe entre Sapayoa y Pittidae. Es incluso posible, aunque improbable,  que la especie presente sea realmente más cercana a las Pittidae que a las Eurylaimidae.  Posteriormente, y dado que el sapayoa es genética, morfológica y biogeográficamente diferente del resto de los lejanos subóscinos del Viejo Mundo, y siguiendo el mismo estudio de Irestedt et al. (2006), se propuso su separación en una familia propia Sapayoidae, lo que fue aprobado por el North American Classification Committee y seguido por el SACC, mediante la Propuesta N° 480.

### Cladograma propuesto para la familia Sapayoidae
De acuerdo a la clasificación propuesta por Ohlson et al (2013), así se ubica la presente familia:
| Infraorden Eurylaimides (Subóscinos del Viejo Mundo) | \| \| Eurylaimidae \| \| \| \| \| \| Philepittidae \| \| \| \| \| \| Pittidae \| \| \| \| \| \| Sapayoidae: Sapayoa aenigma \| \| \| \| |
|                                                      | \| \| Eurylaimidae \| \| \| \| \| \| Philepittidae \| \| \| \| \| \| Pittidae \| \| \| \| \| \| Sapayoidae: Sapayoa aenigma \| \| \| \| |
|                                                      | Infraorden Tyrannides (Subóscinos del Nuevo Mundo)                                                                                      |
|                                                      | |
|                                                      | Eurylaimidae |
|                                                      | |
|                                                      | Philepittidae |
|                                                      | |
|                                                      | Pittidae |
|                                                      | |
|                                                      | Sapayoidae: Sapayoa aenigma |
|                                                      | |

|  | Eurylaimidae                |
|  |                             |
|  | Philepittidae               |
|  |                             |
|  | Pittidae                    |
|  |                             |
|  | Sapayoidae: Sapayoa aenigma |
|  |                             |